# ZDFneo
Der Fernsehsender ZDFneo hat am 1. November 2009 den ZDFdokukanal ersetzt. Er versteht sich als eine öffentlich-rechtliche Programmalternative für 25- bis 49-Jährige.

## Konzept
ZDFneo ist eine Mischung aus lebensnahen „Factual Entertainment“-Formaten (soll heißen: „auf Tatsachen beruhende Unterhaltung“), Servicesendungen, Dokumentationen, Reportagen, Latenight- und Personality-Shows, Quiz, Doku-Soaps, Spielfilmen, internationalen Kaufserien und Comedys.
Das ZDF schrieb 2009 in einer Pressemitteilung, ZDFneo wolle eine attraktive öffentlich-rechtliche Alternative für die jüngeren Zuschauer sein.
Insbesondere versteht er sich als eine öffentlich-rechtliche Programmalternative für 25- bis 49-Jährige.
Norbert Himmler, ZDFneo-Leiter von 2009 bis 2012, äußerte 2009, ZDFneo ziele „auf ein Publikum von Zuschauern, die mehr vom Fernsehen erwarten, als sie gerade bekommen.“ Das ZDF könne nachweisen, dass ZDFneo in allen Genres anders sei als Privatfernsehen.
Anspruch von ZDFneo sei es, „intelligentes und unterhaltendes Fernsehen für die Menschen zwischen 25 bis 49 Jahren zu machen“, sagte 2012 die Kanal-Chefin Simone Emmelius.
ZDFneo versteht sich auch als Innovationsplattform für das ZDF und will Nachwuchstalenten eine Chance geben. Ein Beispiel dafür war das TVLab, das 2011 zum ersten Mal gesendet wurde: Eine Woche lang wurde jeden Abend eine andere, neue Sendungsidee ausgestrahlt. Die Zuschauer konnten online darüber entscheiden, welche davon sie künftig im Programm sehen wollten. Sieger des TVLabs 2011 war Tedros „Teddy“ Teclebrhan, der durch seinen Integrationstest auf YouTube bekannt geworden ist. Seine Sendung Teddy’s Show lief seit Mai 2012 im Programm von ZDFneo. Das TVLab wurde von 2012 bis 2015 jährlich fortgesetzt.
Für das gesamte On-Air-Design und die meisten Sendungen wurde bislang die Schriftart „Klavika“ verwendet. Am 1. Oktober 2017 sollte der Sender ein neues On-Air-Design sowie ein neues Senderlogo bekommen. Entgegen allen Ankündigungen wurde das Redesign aber bereits in den Morgenstunden des 26. Septembers 2017 umgesetzt.

## Empfang
ZDFneo ist 24 Stunden am Tag über Satellit, Kabel im ZDFvision-Paket und über DVB-T2 empfangbar. Zudem wird es über IPTV und Streamingdienste wie Zattoo verbreitet.
Seit dem 30. April 2012 wird ZDFneo in HD-720p ausgestrahlt. Das Programm wurde anfangs lediglich von 576i hochskaliert, da ZDFneo damals keine HD-fähige Sendeabwicklung besaß. Seit Mitte Mai 2015 wird das Programm in nativer HD-Qualität gesendet. Seit dem 15. Juli 2024 entfällt der HD-Zusatz im Logo.

## Programmschema
Am Vormittag zeigt ZDFneo wochentags meist Natur-, Reise- oder Wissensformate wie Jimmy’s Food Factory oder Hin und Weg – der Auslandscheck, sowie Dokumentationen wie Terra X. Am Nachmittag laufen unter anderem Kaufserien wie Die Nanny oder Hart aber herzlich, häufig mit einem Krimibezug wie Monk oder Death in Paradise. In der sogenannten „Access Prime Time“ zeigt ZDFneo ab 18 Uhr Serien und das eigens produzierte Kneipenquiz. Die Hauptsendezeit beginnt um 20.15 Uhr. Montags und mittwochs laufen Fernsehfilme und Kaufserien wie Inspector Barnaby, Hustle – Unehrlich währt am längsten, Spooks – Im Visier des MI5 oder Mad Men. Dienstags zeigt ZDFneo in der Primetime nationale und internationale Spielfilme. Donnerstags sendete ZDFneo am Abend Eigenproduktionen wie die Late-Night-Show Neo Magazin Royale oder die Personality-Show Kessler ist… Freitags zeigt ZDFneo am Abend wieder Kaufserien und Fernsehfilme sowie zeitweise Serien, unter anderem Orphan Black. In der Nacht werden überwiegend Dokumentationen gesendet.
Am Wochenende laufen in ZDFneo Natur-, Reise- oder Wissensformate, Comedy und Factual Entertainment, am Abend fiktionale Serien und Fernseh- und Spielfilme.
Weitere Sendungen sind Reportagereihen wie Herr Eppert sucht … und Wild Germany. Zudem positioniert sich ZDFneo mit Sozialexperimenten wie „Auf der Flucht – Das Experiment“, das auch den Deutschen Fernsehpreis 2013 erhalten hat, und „Manipuliert“.
ZDFneo hat mehrere preisgekrönte Serien in der deutschen Erstausstrahlung oder Free-TV-Premiere gezeigt, so zum Beispiel 30 Rock und Mad Men. Auch die Free-TV-Erstausstrahlung der digital restaurierten Fassung der Serie Raumschiff Enterprise war auf ZDFneo zu sehen. Die Eigenproduktionen von ZDFneo heißen auf dem Sender Neoriginal.

## Finanzierung
Während der ZDFdokukanal von 2004 bis 2008 nur 4,9 Millionen Euro kostete, gab das ZDF für ZDFneo von 2009 bis 2012 93,6 Millionen Euro aus.

## Zuschauer und Marktanteile
Im September 2017 erreichte der Sender einen Marktanteil von 3,3 % beim Gesamtpublikum. Auf das gesamte Jahr 2017 bezogen kam er auf 2,9 % des Gesamtpublikums. 2023 wurde ein Marktanteil von 2,6 % erreicht.
Obgleich der Sender sich als eine Programmalternative für ein jüngeres Publikum versteht, lag das Durchschnittsalter der Zuschauer 2018 bei 60 Jahren. Inzwischen kann ZDFneo steigende Marktanteile in der Zielgruppe der 14-49-Jährigen verbuchen.
| Jahr | ab 3 Jahre | 14–49 Jahre | Quelle |
| ---- | ---------- | ----------- | ------ |
| 2011 | 0,4 %      |             | [ 24 ] |
| 2012 | 0,6 %      |             | [ 24 ] |
| 2013 | 1,0 %      | 0,8 %       | [ 25 ] |
| 2014 | 1,3 %      | 0,9 %       | [ 26 ] |
| 2015 | 1,6 %      | 1,1 %       | [ 27 ] |
| 2016 | 2,1 %      | 1,3 %       | [ 28 ] |
| 2017 | 2,9 %      | 1,8 %       | [ 29 ] |
| 2018 | 3,2 %      | 1,8 %       | [ 30 ] |
| 2019 | 3,1 %      | 1,8 %       | [ 31 ] |
| 2020 | 2,9 %      | 1,9 %       | [ 32 ] |
| 2021 | 2,8 %      | 1,9 %       | [ 33 ] |
| 2022 | 2,6 %      | 1,9 %       | [ 34 ] |
| 2023 | 2,6 %      | 2,0 %       | [ 21 ] |
| 2024 | 2,8 %      | 2,0 %       | [ 4 ]  |

## Kritik
Bereits vor der Erstausstrahlung kritisierten deutsche Privatsender das Vorhaben des ZDF. Sie warfen dem Mainzer Sender vor, einen „indifferenzierten Jugendfamilienmusikunterhaltungskanal“ betreiben zu wollen, der sich an 25- bis 49-jährige Zuschauer richtet. ZDF-Programmdirektor Thomas Bellut kritisierte seinerseits die Privatsender und unterstellte ihnen „Fehlinformationen und Mutmaßungen“. So sei gerade auf Betreiben der Privatsender das Programmangebot auf einen digitalen Spartenkanal eingegrenzt worden.
Die Frankfurter Allgemeine Sonntagszeitung bezeichnete die Einführung von ZDFneo als „notwendigen und ehrenwerten Versuch“ und lobt, dass der Sender weniger quotenorientiert sei. Allerdings dürfe man „die Existenz eines eigenen Programms für ein jüngeres, mittelanspruchsvolles Publikum nicht als Ausrede dafür […] nutzen, dass man das Hauptprogramm noch stromlinienförmiger macht und aus Bequemlichkeit mit den Zuschauern langsam vergreisen lässt“.

## Logos

Logo vom 1. November 2009 bis 25. September 2017
Logo des HD-Ablegers vom 30. April 2012 bis 25. September 2017
Aktuelles Logo von ZDFneo seit 26. September 2017
Logo des HD-Ablegers vom 26. September 2017 bis 14. Juli 2024